# Hai Ho Shang
 (signalé en juillet 2025).
Si vous disposez d'ouvrages ou d'articles de référence ou si vous connaissez des sites web de qualité traitant du thème abordé ici, merci de compléter l'article en donnant les références utiles à sa vérifiabilité et en les liant à la section « Notes et références ».
- Archive Wikiwix
- Bing
- Cairn
- DuckDuckGo
- E. Universalis
- Gallica
- Google
- G. Books
- G. News
- G. Scholar
- Persée
- Qwant
- (zh) Baidu
- (ru) Yandex
- (wd) trouver des œuvres sur Wikidata

Pour les articles homonymes, voir Shang.
Le Hai Ho Shang, ou Poisson-moine bouddhiste, est un monstre aquatique légendaire qui terrorisait les mers de la Chine du Sud en arraisonnant les bateaux et en noyant leurs équipages. Sa tête était rasée. Pour le combattre, un membre de l'équipage devait effectuer une danse rituelle.